# Giovanni Frattini

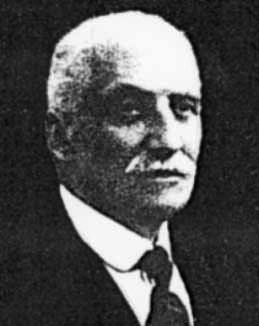
Giovanni Frattini

Giovanni Frattini (Roma, 8 gennaio 1852 – Roma, 21 luglio 1925) è stato un matematico italiano, noto per i suoi contributi alla teoria dei gruppi.

## Vita
Giovanni Frattini compì i suoi primi studi a Roma completandoli nel 1869. Nel novembre di quell'anno iniziò a frequentare il corso di laurea in matematica dell'Università di Roma nel 1869, avendo docenti Giuseppe Battaglini, Eugenio Beltrami e Luigi Cremona (dal 1873, quando questi si trasferì a Roma); ottenne la laurea nel 1875. 

### Carriera
Dopo la laurea Frattini si trasferì a Caltanissetta per insegnare, dal 1876, nel liceo cittadino. In questa scuola, di cui fu il matematico di maggiore rilievo, Frattini vi insegnò solo per due anni dal momento che, nel novembre 1878, si trasferì a Viterbo, città molto più vicina alla sua casa di Roma. A Viterbo insegnò all'istituto tecnico, diventando, nell'anno successivo al suo insediamento, il più importante insegnante di geometria descrittiva.
Nel febbraio 1881 Frattini ritornò a Roma in via definitiva, essendo stata accettata la sua richiesta di trasferirsi all'istituto tecnico della capitale. Nel 1884 fu fondato un Collegio militare a Roma e Frattini vi tenne lezione fin dal giorno della sua apertura. Fu poco dopo aver iniziato ad insegnare nel Collegio che Frattini pubblicò tre scritti sulla teoria dei gruppi, che oggi lo rendono celebre per chiunque studi questo argomento.

### Contributi alla teoria dei gruppi
Il metodo di ricerca adottato da Frattini nell'ambito della teoria dei gruppi era stato iniziato nei lavori di Camille Jordan. Frattini pubblicò due tra i maggiori lavori riguardanti i gruppi transitivi, il primo nel 1883 e il secondo nell'anno seguente. 
Ma egli è stato reso famoso da tre articoli successivi riguardanti i generatori dei gruppi finiti, il primo pubblicato nel 1885 e i due rimanenti nel 1886.
Nel primo di questi articoli, Intorno alla generazione dei gruppi di operazioni, Frattini definì il sottogruppo oggi conosciuto come sottogruppo di Frattini, denotato in genere con Φ(G). La sua definizione è quella di un sottogruppo generato da tutti gli elementi che non sono generatori del gruppo (elementi che, se facenti parte di un insieme di generatori del gruppo, possono sempre essere esclusi senza che l'insieme perda la proprietà di generatore). Egli ha poi dimostrato che Φ(G) è nilpotente e nel far questo ha sviluppato un metodo di dimostrazione oggi noto come argomento di Frattini.
La qualità di questi lavori guadagnò a Frattini l'offerta di una cattedra all'Università di Napoli, ma egli declinò la chiamata, non desiderando, per motivi familiari, allontanarsi da Roma. Successivamente, nel 1914, gli fu offerto di tenere un ciclo di lezioni di Algebra all'Università di Roma, ma anche in questo caso declinò l'incarico. A quel tempo aveva 62 anni.

### Altri contributi
Frattini viene ricordato anche per aspetti della matematica diversi dalla teoria dei gruppi. Il suo lavoro riguardante la geometria differenziale è importante al pari dei suoi studi riguardanti le equazioni di secondo grado. Su quest'ultimo argomento egli semplificò il classico lavoro di Eulero, Joseph-Louis Lagrange e Gauss. 

### Frattini e i sonetti di Belli
Un aspetto del carattere di Frattini può essere compreso considerando una delle sue eccentricità. Egli era un grande ammiratore dei poemi di Giuseppe Gioacchino Belli, il poeta romano che scrisse all'incirca 2.000 sonetti in dialetto romanesco. I sonetti di Belli “esprimono la sua rivolta contro la tradizione letteraria, la mentalità accademica e le ingiustizie sociali del sistema papale. Il ritualismo della chiesa e gli accettati principi di banale moralità erano anche oggetti della loro derisione.”
Frattini aveva recitato ai suoi alunni i sonetti di Belli, nel dialetto romanesco nel quale l'autore li aveva scritti. Quando questo fu riferito alle autorità romane, fu condotta un'indagine ministeriale. Comunque:
[Frattini] si dichiarò disposto a sostituire questi sonetti con la poesia del più alto sottosegretariato dell'educazione. Sorvolando su questo comportamento, le autorità scolastiche gli permisero di continuare a recitare i componimenti del Belli.

### La didattica matematica
Da questo episodio si può intuire come Frattini fosse uno tra i più importanti insegnanti di matematica delle scuole italiane del suo tempo e infatti fu questo un caso. La sua convinzione era che per imparare la matematica occorre esercitarsi di più e leggere di meno: si può imparare la matematica solamente facendo matematica e non leggendo libri su come fare matematica. Partendo da questa sua convinzione, Frattini scrisse un gran numero di libri eccellenti, in cui la materia matematica veniva esposta con un taglio concreto.
“...siate disinteressati dell'astrazione superflua e ricchi di brillante eleganza”.
Coloro che conoscono l'argomento di Frattini, concorderanno sul fatto che “brillante eleganza” è un'espressione che ben si addice anche a questo aspetto del lavoro di Frattini.

### La prima guerra mondiale
La prima guerra mondiale fu un periodo difficile per Frattini che visse l'evento in modo molto drammatico. Il figlio di Frattini fu ferito in guerra e, per poterlo aiutare nelle sue condizioni di difficoltà economica, Frattini continuò a lavorare rinunciando al progettato ritiro. Sua moglie morì e Frattini trascorse parte della sua vecchiaia in modo infelice.